# Gerard Adolf Mangold

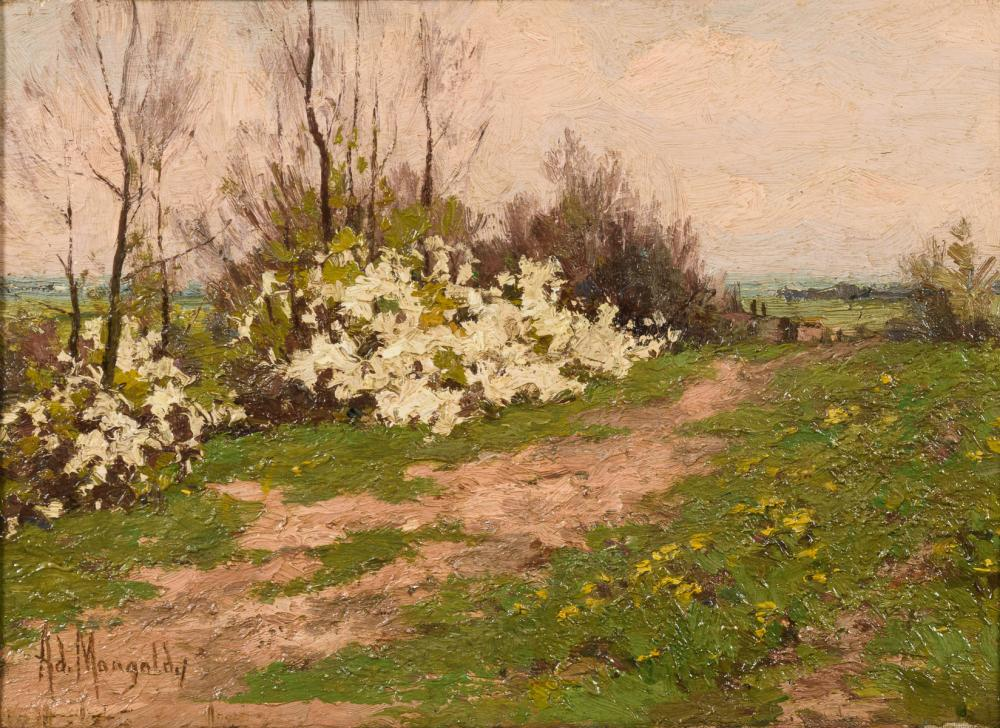
Beginnender Frühling

Gerard Adolf Mangold (* 9. Oktober 1858 in Semarang; † 20. März 1941 in Blaricum) war ein niederländischer Landschaftsmaler.
Er lebte und arbeitete in Batavia bis 1897, kam dann in die Niederlande, um Malerei zu studieren. 
Mangold war Schüler von Pieter Alardus Haaxman in Delft und später von Hendrik Willem Mesdag in Den Haag. Nach dem Studium widmete er sich hauptsächlich der Landschaftsmalerei.
Er war ab 1908 in Darmstadt und ab 1911 in Dordrecht tätig. Er ließ sich 1920 in Blaricum nieder.
Er war Mitglied der „Arti et Amicitiae“ in Amsterdam und der Allgemeinen Deutschen Kunstgenossenschaft in Darmstadt.